# Степовка (Хмельницкая область)
Степовка (укр. Степівка) — село в Деражнянском районе Хмельницкой области Украины.
Население по переписи 2001 года составляло 237 человек. Почтовый индекс — 32230. Телефонный код — 3856. Занимает площадь 0,802 км². Код КОАТУУ — 6821586404.

## История
В 1945 г. Указом Президиума ВС УССР село Стемповка переименовано в Степовку.

## Местный совет
32230, Хмельницкая обл., Деражнянский р-н, с. Майдан-Чернелевецкий